# Primeira Igreja Presbiteriana de Paulo Afonso
A Primeira Igreja Presbiteriana de Paulo Afonso (PIPPA) é uma igreja local, fundada em 1949, federada a Igreja Presbiteriana do Brasil (IPB), sob jurisdição do Presbitério de Petrolina e Sínodo Garanhuns.
A igreja é conhecida por ser uma das pioneiras no protestantismo na cidade de Paulo Afonso, capital da energia.

## História
Com a construção da usina hidroelétrica em Paulo Afonso, por meio da Companhia Hidroelétrica do São Francisco (CHESF), trabalhadores do nordeste inteiro e de outras localidades do Brasil migraram a Paulo Afonso, a fim de buscarem novos empregos, direta ou indiretamente ligados à CHESF.
Nesse cenário, em 1948, funcionários presbiterianos da CHESF, Sr. Florêncio Barbosa e sua esposa, Sra. Jozefa Azevedo, irmã Zefinha, na falta de uma igreja federada à Igreja Presbiteriana do Brasil ali, reuniram-se, periodicamente, embaixo de uma árvore para realização de cultos e, posteriormente,  em seu lar, reunindo,  ali, outros irmãos presbiteriano que acabaram por chegar. Eles, desejosos pelo início do presbiterianismo em Paulo Afonso, rogaram à Missão Presbiteriana do Norte do Brasil o envio de pastores para que os ajudasse no pleito.
A Primeira Igreja Presbiteriana do Recife, por sua vez, atendeu às súplicas dos irmãos e enviou o Rev. José Martins Ferreira para auxiliá-los, dando início à Presbiteriana Igreja Presbiteriana de Paulo Afonso, e organizando-a aos 6 de agosto de 1949, fazendo vinte e duas (22) viagens de trezentos quilômetros (300km) para tanto. O pastor pioneiro dividia a atenção à Igreja Presbiteriana de Paulo Afonso com os trabalhos em Pernambuco (Afogados da Ingazeira, Betânia, Caruaru, Pesqueira e Sertânia) e Paraíba (Monteiro).
Em 1953, fora eleito pastor titular o Rev. Moises Peixoto de Moura, que pastorou a igreja até 1962. Nessa toada, juntamente com o fato de membros do alto escalao da CHESF aderirem ao presbiterianismo, a PIPPA alcancou certo respeito no município de Paulo Afonso, alcançando, por conseguinte, o espaço público paulo-afonsino, estando presente, inclusive, na emancipação de Paulo Afonso do município de Glória, em 1958.
Em 1958, a igreja criara o Centro Evangélico de Recuperação Social de Paulo Afonso, responsável pela criação da Escola Evangélica - Antônio Balbino, atualmente denominada Colégio Sete de Setembro, o maior grupo escolar particular do município.
Nos anos de 1970, Câmara Municipal de Paulo Afonso editou a Lei Municipal nº 331, de 13 de dezembro de 1976, que doava um terreno na Rua Duque de Caxias, nº 132, no bairro Vila Poty, localizado na "Ilha de Paulo Afonso".

## Igrejas-filhas e congregações
A PIPPA gerou as seguintes igrejas:
- Segunda Igreja Presbiteriana de Paulo Afonso;[12][13] e
- Terceira Igreja Presbiteriana de Paulo Afonso.[14]

Além disso, é responsável pelas seguintes congregações:
- Congregação Presbiteriana de Nova Glória; e
- Congregação Presbiteriana de Paulo Afonso (4ª igreja presbiteriana na localidade).

## Pastores
Foram pastores da Primeira Igreja Presbiteriana de Paulo Afonso os seguintes reverendos (sendo o último o atual):
- 1948-1953: Rev. José Martins Ferreira;
- 1953-1962: Rev. Moisés Peixoto Moura;
- Rev. Hercílio da Costa Araújo;
- Rev. José Maria Passos;
- Rev. Célio Miguel da Silva – esposo de Josilete de Almeida Silva;
- Rev. Edson Dantas de Oliveira;
- Rev. Cornélio Beserra Gonzaga – esposo de Agelita Pires Beserra;[15]
- Rev. Ricardo Davis Duarte; e
- 2011-atualidade: Rev. Juan Carlos de Oliveira Pantaleão – esposo de Ronailda Maria da Silva Pantaleão.

## Doutrina
Como uma igreja federada à Igreja Presbiteriana do Brasil a PIPPA subscreve a Confissão de Fé de Westminster, Breve Catecismo de Westminster e Catecismo Maior de Westminster. É uma igreja reformada, confessional, calvinista e não ordena mulheres.